# Calendasco
Calendasco (emilián nyelven Calindàsch) település Olaszországban, Emilia-Romagna régióban, Piacenza megyében. Lakosainak száma 2407 fő (2023. január 1.). Calendasco Guardamiglio, Monticelli Pavese, Piacenza, Rottofreno, San Rocco al Porto, Senna Lodigiana, Somaglia és Orio Litta községekkel határos.

## Népesség
A település népessége az elmúlt években az alábbi módon változott:
| Lakosok száma | 2473 | 2459 | 2407 |
|               | 2017 | 2018 | 2023 |